# Берёзовый Груд
Берёзовый Груд (укр. Березовий Груд) — село на Украине, основано в 1735 году, находится в Лугинском районе Житомирской области.
Код КОАТУУ — 1822880802. Население по переписи 2001 года составляет 177 человек. Почтовый индекс — 11343. Телефонный код — 4161. Занимает площадь 1,2 км².

## Адрес местного совета
11342, Житомирская область, Лугинский р-н, с. Буда-Литки, ул. Центральная, 26